# Вік (ентомологія)

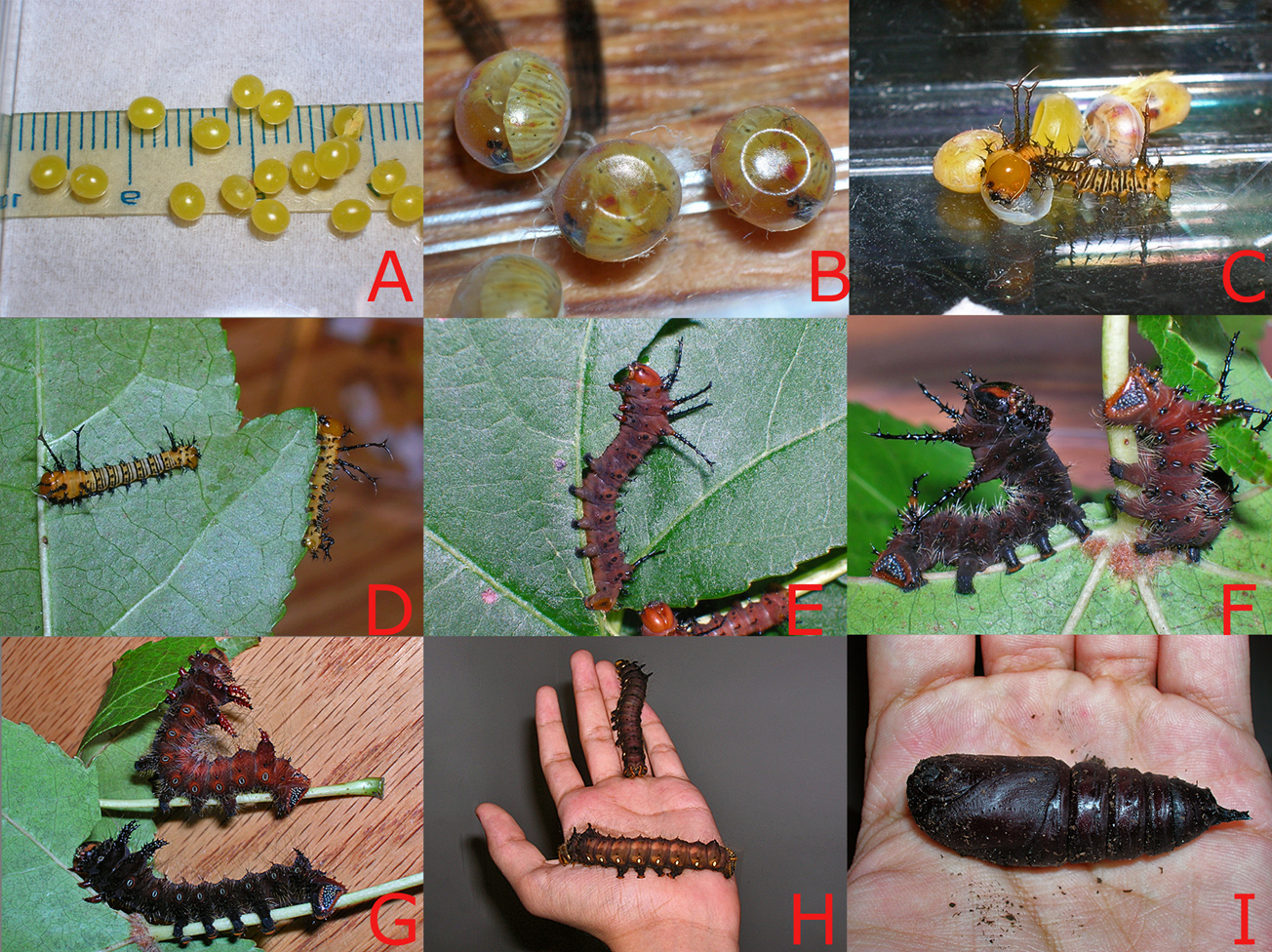
Розвиток Eacles imperialis від яйця до лялечки (показано всі різні віки)

Вік (англ. instar) — це стадія розвитку членистоногих, таких як комахи, між кожним линянням (екдизисом) до досягнення статевої зрілості. Членистоногі повинні скинути екзоскелет, щоб вирости або прийняти нову форму. Відмінності між віками часто можна побачити в змінених пропорціях тіла, кольорах, візерунках, змінах кількості сегментів тіла або ширини голови. Після скидання екзоскелета (линяння), ювенільні членистоногі продовжують свій життєвий цикл до тих пір, поки не 
заляльковуються або знову не полиняють. Період вікового росту сталий; однак у деяких комах, як-от у Samea multiplicalis, кількість віків залежить від раннього живлення личинок. Деякі членистоногі можуть продовжувати линяти після статевої зрілості, але стадії між цими наступними линяннями зазвичай не називаються віками.
Для більшості видів комах, вік — це стадія розвитку личинкових форм комах з повним перетворенням або німфальних форм у комах з неповним перетворенням, але вік може бути будь-якою стадією розвитку, включно з лялечкою або імаго (доросла особина, яка не линяє у комах).

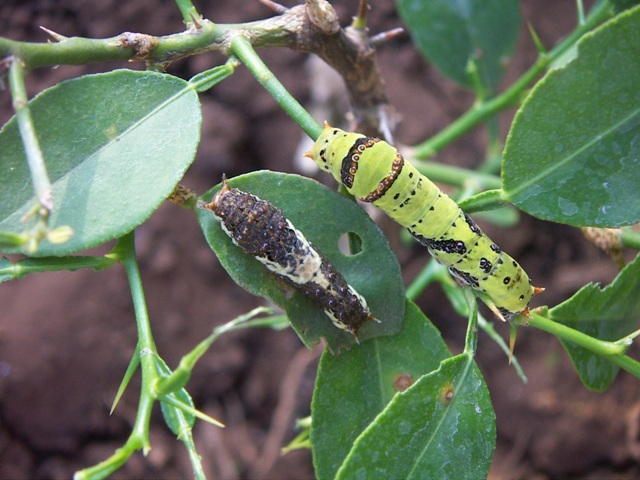
Два віки гусениці Papilio polytes

Кількість віків, які проходить комаха, часто залежить від виду та умов навколишнього середовища, як описано для низки видів Lepidoptera. Однак вважається, що кількість віків може бути фізіологічно сталою для кожного виду у деяких рядах комах, а саме, наприклад, Diptera та Hymenoptera. Проте кількість личинкових віків не залежить безпосередньо від швидкості розвитку. Наприклад, умови навколишнього середовища можуть різко вплинути на швидкість розвитку видів і все ще не вплинути на кількість личинкових віків. Наприклад, низькі температури та низька вологість часто уповільнюють швидкість розвитку, як це видно в Chloridea virescens і це може вплинути на те, скільки линянь зазнають гусениці. З іншого боку, температура впливає на швидкість розвитку низки перетинчастокрилих комах і не впливає на кількість віків або морфологію личинок, як це видно в оси Evania appendigaster та у мурахи Solenopsis invicta. Кількість личинкових віків у мурах була предметом низки останніх досліджень, і досі не було зафіксовано жодного випадку температуро-асоційованого коливання кількості віків ще не зареєстровано.